# Erstein
Erstein je občina v departmaju Bas-Rhin francoske regije Alzacija.
Leta 1990 je v občini živelo 8 600 oseb oz. 237 oseb/km².